# Cantone di Arpajon-sur-Cère
Il Cantone di Arpajon-sur-Cère è una divisione amministrativa dell'arrondissement di Aurillac.
A seguito della riforma approvata con decreto del 13 febbraio 2014, che ha avuto attuazione dopo le elezioni dipartimentali del 2015, è passato da 6 a 15 comuni.

## Composizione
I 6 comuni facenti parte prima della riforma del 2014 erano:
- Arpajon-sur-Cère
- Labrousse
- Prunet
- Teissières-lès-Bouliès
- Vezels-Roussy
- Vézac

Dal 2015 i comuni appartenenti al cantone sono i seguenti 15:
- Arpajon-sur-Cère
- Calvinet
- Cassaniouze
- Junhac
- Labesserette
- Lacapelle-del-Fraisse
- Ladinhac
- Lafeuillade-en-Vézie
- Lapeyrugue
- Leucamp
- Montsalvy
- Prunet
- Sansac-Veinazès
- Sénezergues
- Vieillevie